# Navadni pav
Navadni pav ali indijski pav (znanstveno ime Pavo cristatus) je domača žival iz družine poljskih kur (Phasianidae), ki so jo vzgojili v Indiji pred mnogimi stoletji. V Evropo so ga prinesli Grki v 5. stoletju pr. n. št. Od Grkov so ga prevzeli Rimljani okoli leta 100 pr. n. št., ki so ga redili in cenili kot okusno pečenko. Danes ga v Evropi gojijo predvsem zaradi lepega barvastega perja. Potrebuje veliko površino za sprehode in ima zelo glasne, prodorne krike.